# Tetr4
Pour les articles homonymes, voir Tétra.
Albums de C2C
Down the Road EP
(2012)
Singles
1. Down the Road
Sortie : 25 juin 2012
2. The Cell
Sortie : 2012
3. Happy Feat Derek Martin
Sortie : 2012

Tetr4 (ou Tetra) est le premier album du groupe C2C, formé de quatre DJ français originaires de Nantes, paru le 3 septembre 2012 chez le label On And On Records.
Il est numéro un des ventes en France du 3 au 9 septembre 2012.
Le clip de F.U.Y.A. a été réalisé en stop motion par Francis Cutter à l’abbaye de Fontevraud.
Quant à la pochette de l'album, elle est l'œuvre de LVL Studio, une agence de design nantaise qui a choisi une photo de Wang Chien-Yang pour illustrer cet opus.
Deux mois après sa sortie, l'album est certifié disque de platine.

## Liste des pistes
| 1.    | The Cell                                                          | C2C                                           |  | 4:59 |
| 2.    | Down the Road                                                     | C2C                                           |  | 3:27 |
| 3.    | Kings Season (featuring Rita J. et Moongaï)                       | C2C, Rita J., Moongaï                         |  | 3:50 |
| 4.    | Because of You (featuring Pigeon John)                            | C2C, Pigeon John                              |  | 3:42 |
| 5.    | Delta                                                             | C2C                                           |  | 3:44 |
| 6.    | Who Are You (featuring Olivier Daysoul)                           | C2C, Olivier Daysoul                          |  | 4:50 |
| 7.    | Happy (featuring Derek Martin)                                    | C2C, Derek Martin                             |  | 3:54 |
| 8.    | Give Up the Ghost (featuring Jay-Jay Johanson)                    | C2C, Jay-Jay Johanson                         |  | 5:24 |
| 9.    | The Beat                                                          | C2C                                           |  | 3:31 |
| 10.   | Genius (featuring Gush)                                           | C2C, Gush                                     |  | 4:10 |
| 11.   | Together (featuring Ledeunff et Blitz the Ambassador)             | C2C, Ledeunff, Blitz the Ambassador           |  | 4:50 |
| 12.   | Arcades                                                           | C2C                                           |  | 4:23 |
| 13.   | Le Banquet (featuring Tigerstyle, Netik, Rafik, Vajra et Kentaro) | C2C, Tigerstyle, Netik, Rafik, Vajra, Kentaro |  | 4:56 |
| 14.   | F.U.Y.A.                                                          | C2C                                           |  | 5:05 |
| 57:31 |                                                                   |                                               |  |      |

## Liste des pistes bonus de l'édition collector limitée
| No  | Titre                            | Auteur                | Producteur(s) | Durée |
| --- | -------------------------------- | --------------------- | ------------- | ----- |
| 15. | Together (Neck breakin' Edit)    | C2C                   |               | 4:31  |
| 16. | Down the road (Acoustic cover)   | C2C, Bernhoft         |               | 4:47  |
| 17. | Shout (C2C Remix)                | C2C, Bernhoft         |               | 4:32  |
| 18. | Give up the ghost (Vintage Edit) | C2C, Jay-Jay Johanson |               | 4:32  |

## Classement
| Classement (2012)            | Meilleure position |
| ---------------------------- | ------------------ |
| Belgique (Flandre Ultratop)  | 87                 |
| Belgique (Wallonie Ultratop) | 12                 |
| France (SNEP)                | 1                  |
| Suisse (Schweizer Hitparade) | 35                 |

## Succès
L'album s'exporte outre-Atlantique grâce à la publicité de la plus ancienne marque de soda des États-Unis, Dr Pepper, qui reprend le titre Down the Road.

## Récompenses
- 2013 : Victoire de la musique de l'album de musiques électroniques de l'année
- 2013 : Victoire de la musique du vidéo clip avec F.U.Y.A. (coréalisé par 20syl)
- 2013 : Victoire de la musique de la révélation du public
- 2013 : Victoire de la musique révélation scène